# Institut Battelle (Genève)
 (janvier 2022).
L’Institut Battelle (Genève) était un centre de recherche annexe du Battelle Memorial Institute, établi à Carouge, dans le canton de Genève en Suisse. Le site est aujourd’hui occupé par l’Université de Genève et la Haute École de Gestion (HEG) et des immeubles d'habitation.

## Histoire
Le Battelle Memorial Institute (BMI) est fondé aux États-Unis 1929 conformément aux dispositions testamentaires de Gordon Battelle (en), afin de mettre les découvertes scientifiques et les progrès technologiques au service de l’humanité.
Après la Seconde Guerre mondiale, le BMI décide de s’installer aussi en Europe, afin de participer au grand mouvement de reconstruction initié par le Plan Marshall. Après une première implantation à Francfort en 1951, un deuxième site est ouvert à Genève en 1952.
À Carouge, la campagne Spahlinger (ancienne propriété de la Rive, qui a livré des vestiges romains et burgondes) est acquise en 1952. La maison de maîtres du XVIIIe siècle qui s’y trouve est occupée par les chercheurs dès 1953. L’architecte Georges Addor est alors chargé du plan d’aménagement de l’ensemble de la parcelle et de la construction du premier bâtiment de laboratoires (B) en 1953-1954.
Le bâtiment C est construit à proximité du précédent entre 1957 et 1958, tandis que le chantier du bâtiment A est lancé en 1960. Ce dernier est un édifice polyvalent, accueillant non seulement des laboratoires de recherche, mais également des bureaux, une bibliothèque sur deux niveaux, une cafétéria et une salle de conférences. Battelle Genève est alors au faîte de sa réussite.
Le bâtiment D, conçu et réalisé entre 1966-1969, est le seul édifice de l’Institut Battelle à vocation exclusive de bureaux. Il est considéré dès le départ comme une extension du bâtiment A, avec un auditoire souterrain de 500 places établi entre les deux constructions, mais jamais construit.
Le bâtiment F est édifié entre 1970 et 1972 par le Bureau d'architecture Julliard & Bolliger. C’est la dernière réalisation importante de l’Institut Battelle à Genève, à laquelle Georges Addor ne participe d’ailleurs plus, ayant quitté le bureau en 1966.

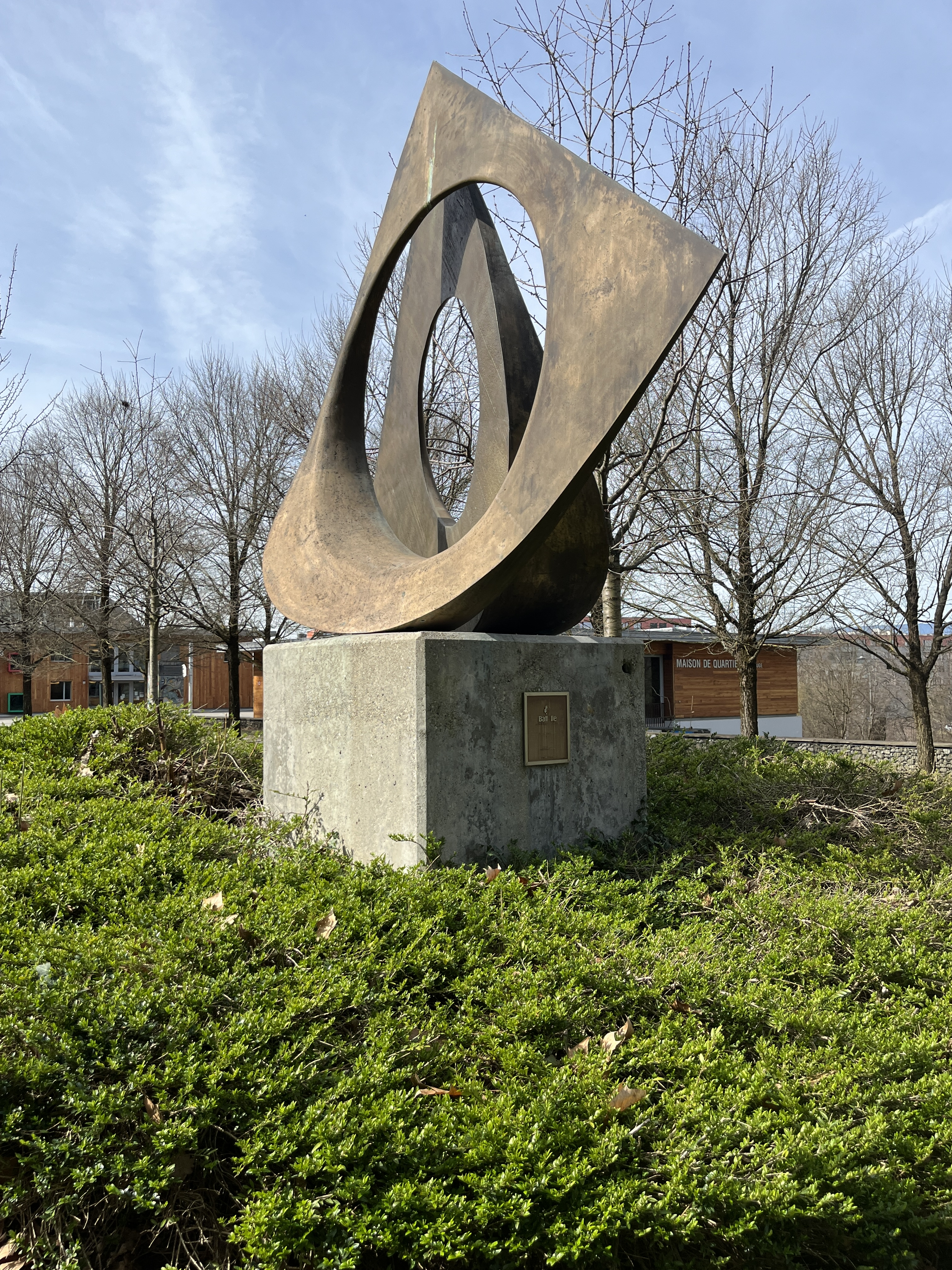
Monument pour les 20 ans de l’institut.

Toutefois, peu après la réalisation de ce dernier bâtiment, la crise économique, de nouvelles exigences de rentabilité, le manque de soutien suisse à la recherche industrielle ainsi que la concurrence grandissante des laboratoires privés et universitaires,  vont progressivement freiner l’activité de l’Institut Battelle. Le personnel est réduit, et les locaux devenant trop grands sont progressivement loués.
En 1997, le bâtiment B est démoli pour laisser place à un immeuble de logements et en 2001 l’ensemble du terrain et des bâtiments sont vendus à l'État de Genève. Les locaux sont aujourd’hui occupés par l’Université de Genève et la Haute école de gestion de Genève. Depuis lors, le site et ses abords n’ont cessé de se transformer.

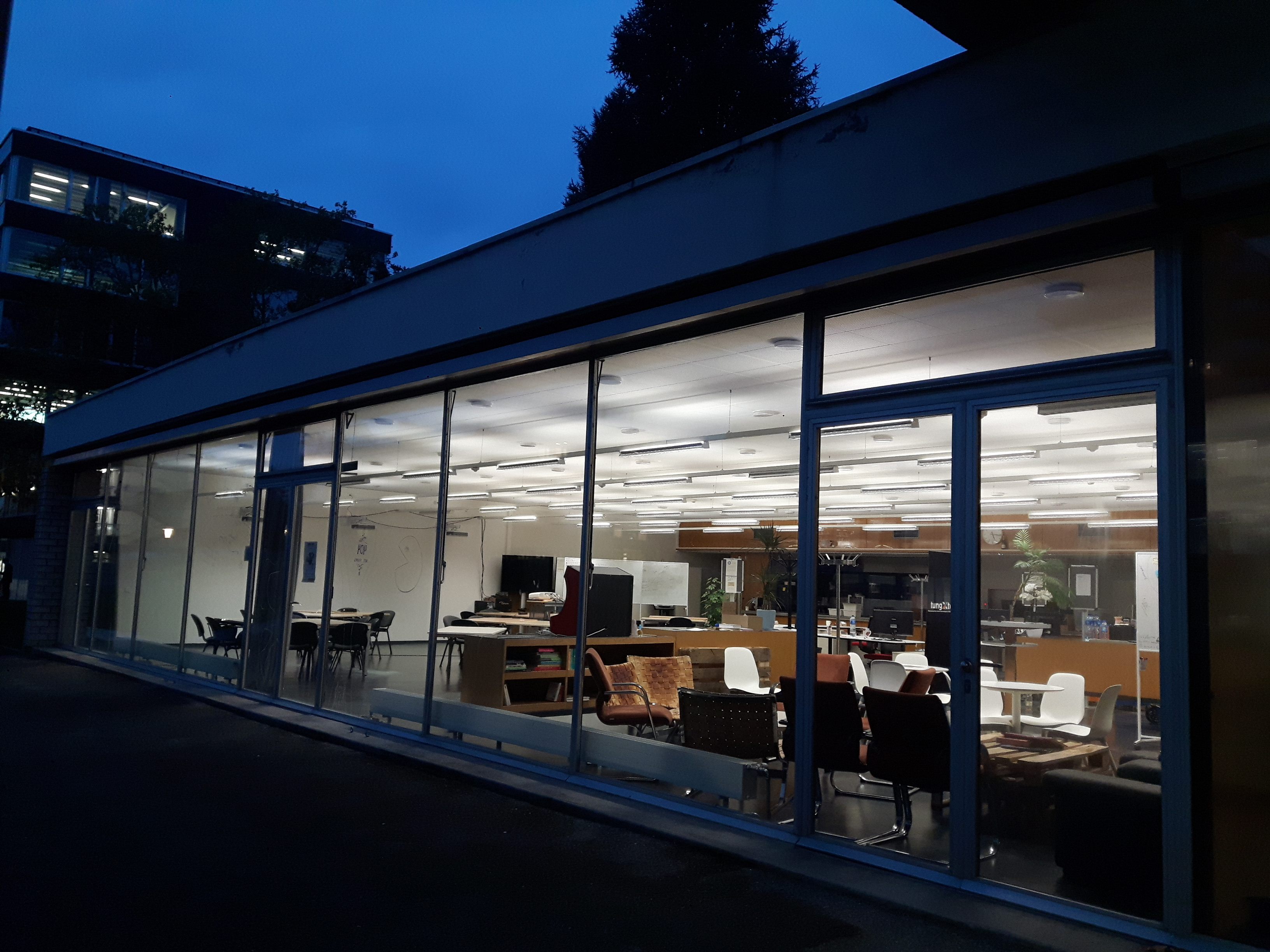
Faclab_Unige.

Aujourd'hui, le bâtiment A est occupé par le Centre universitaire d'informatique et le Faclab. Le bâtiment D abrite les Centres inter-facultaires et l'Institut de sciences environnementales, tandis que l'ancienne villa héberge des employés de la Section de Mathématiques, de la Faculté des sciences.